# Неокласическа икономика
Неокласическата икономика е школа на икономическата мисъл, възникнала във Великобритания и САЩ в края на XIX век. В основата ѝ стои маргиналният анализ, който има много привърженици сред представителите на съвременната американска икономическа мисъл, особено от Чикагската школа. Според тях равновесие в икономиката настъпва след смущения, предизвикани от процес на нагаждане след промяна в заплати и цени. След като цените разпространят информацията и осигурят съответни импулси за икономическите агенти, техните икономически планове и дейности се координират. Специално внимание се отделя на ролята на потребителите, производителите и спестителите, като акцентът в проучванията се прехвърля от разпределението на пазарите върху индивидуалния и институционалния избор. Представителите на тази икономическа школа работят и в сферата на макроикономическите анализи. През XX век най-изявените теоретици на тази школа са Хикс и Самуелсън.

## Дефиниции
Неокласическата икономика представлява преразглеждане на икономическите понятия, дефинирани от класическите икономисти. Давид Рикардо и други класически икономисти се стремят да научат преди всичко: 1. какви закони управляват разпределението на доходите сред производствените фактори и 2. кои са определящите фактори за международните търговски модели.
Друг съвременен икономист – Пол Самюелсън, дефинира икономиката като приоритетна наука в условия на оскъдица. Според тази дефиниция икономиката е науката, която ръководи индивидите при извършване на ефективно разпределение на оскъдни ресурси за различни и често еднакво желани цели. Икономическият теоретик Джон Мейнард Кейнс твърди, че тя по-скоро е метод, отколкото доктрина, мисловен уред, мисловна техника, която помага на притежателя си да прави коректни заключения. Джон Стюарт Мил нарича икономиката неточна наука и характеризира законите и като тенденциозни.
Неокласическите икономисти не вземат под внимание историята и географията при обяснението на икономическите дела. Неокласическата теория, общо взето, игнорира промените в икономическите, политическите и другите обществени структури, които са неизбежен резултат на икономическия растеж.
Неокласическите анализи не дават нито история на икономиката, нито обяснение за нейната развиваща се природа. Убеждението на неокласическите икономисти е, че териториалното разпределение на икономическите дейности няма голямо значение.

## Произход
Класическата икономика, развита през XVII и XIX век, включва теория за стойността и теория за разпространението. Смятало се е, че стойността на продукта зависи от разноските по произвеждането на този продукт. Този класически подход е в основата на трудовете на Адам Смит и Давид Рикардо.
Но някои икономисти постепенно започват да наблягат на възприеманата стойност на стоката от гледна точка на потребителя. Те предлагат теория, според която стойността на продукта трябва да бъде обяснена с разликите в неговата полза или полезност за консуматора. В Англия икономистите започват да концептуализират ползата с утилитаризма на Джереми Бентам и по-късно Джон Стюарт Мил.

## Недостатъци
В традиционния подход на неокласическата икономика съществуват няколко слабости:
- Понеже технологичният напредък се смята екзогенен за икономическата система, икономистите не са разработили смислено обяснение за него.
- Понеже икономистите смятат технологията за обществено благо, до което всеки има еднакъв достъп, те не отдават необходимото значение на технологичните монополи.
- Понеже теорията за функцията на производството приема, че икономическите играчи притежават пълно или определено познание и достъп до наличната технология, икономистите често пропускат да включат несигурността в своите писания.